# Zanica
Zanica (lombardul: Sànga) település Olaszországban, Lombardia régióban, Bergamo megyében. Lakosainak száma 8686 fő (2023. január 1.). Zanica Azzano San Paolo, Cavernago, Comun Nuovo, Orio al Serio, Stezzano, Urgnano és Grassobbio községekkel határos.

## Népesség
A település lakossága az elmúlt években az alábbi módon változott:
| Lakosok száma | 8700 | 8744 | 8686 |
|               | 2017 | 2018 | 2023 |